# Stylidium spathulatum
Stylidium spathulatum är en tvåhjärtbladig växtart. Stylidium spathulatum ingår i släktet Stylidium och familjen Stylidiaceae.

## Underarter
Arten delas in i följande underarter:
- S. s. spathulatum
- S. s. spinulosum

## Bildgalleri

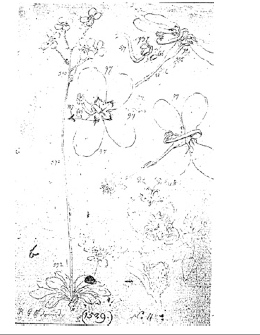